# Velika loža Španjolske
Velika loža Španjolske (španj. Gran Logia de España) je regularna slobodnozidarska velika loža u Španjolskoj. Osnovana je 1982. godine uz pomoć Nacionalne velike lože Francuske. 
Riznica je povijesne ostavštine Velikog orijenta Španjolske, osnovanog 1889. godine, koji je nakon povratka iz egzila spojen s ovom velikom ložom 2001. godine.

## Povijest
Za vrijeme Španjolske države pod Franciscom Francom (1936. – 1975.), slobodno zidarstvo u Španjolskoj je bilo zabranjeno. Nakon promene Ustava 1978. godine slobodno zidarstvo je legalizirano 19. svibnja 1979. godine odlukom Suda za upravne sporove Visokog suda koji je poništio odluku Glavne uprave za unutarnju politiku od 7. veljače te godine kojom je zabranjen Veliki orijent Španjolske (Grande Oriente Español).
Prve masonske lože u Španjolskoj osnovane su pod pokroviteljstvom Nacionalne velike lože Francuske. Tako je 16. lipnja 1980. od španjolskih loža formirana Pokrajinsku veliku ložu Španjolske (Gran Logia de Distrito de España, fran. District Grande Loge d'Espagne), kao pokrajinsku veliku ložu u sastavu Nacionalne velike lože Francuske. Otprilike u isto vrijeme, Veliki ujedinjeni španjolski orijent (Grande Oriente Español Unido), formiran od grupe španjolskih slobodnih zidara povezanih s Velikim orijentom Španjolske prognanih u Meksiku, stvorio je osnove za svoju integraciju u Pokrajinsku veliku ložu Španjolske što je i učinjeno uz prethodno odobrenje francuskog velikog majstora. Nekoliko mjeseci kasnije, 18. listopada iste godine, Velika loža Španjolske dobila je upis u španjolski nacionalni registar udruga.
Dvije godine kasnije, 17. lipnja 1982., španjolske lože su od velikog majstora Nacionalne velike lože Francuske zatražile osnivanje suverene velike lože u Španjolskoj, što je tadašnji veliki majstor Jean Mons i odobrio 2. srpnja iste godine uspostavom Velike lože Španjolske te prijenosom deset španjolskih loža pod njenu nadležnost. Nakon toga je i konačno uspostavljena Velike lože Španjolske 6. studenoga iste godine u Madridu na ceremoniji unosa svijetla koju je vodio francuski veliki majstor Mons. Za prvog španjolskog velikog majstora izabran je Luis Salat Gusils iz Barcelone koji će obnašati tu dužnost sve do svoje smrti 1996. godine.
Nakon osnivanja Velika loža Španjolske je priznata od strane regularnih velikih loža iz cijelog svijeta, a 16. rujna 1987. godine priznala ju je i Ujedinjena velika loža Engleske.
Velika loža Španjolske i Veliki orijent Španjolske su se 31. ožujka 2001. godine udružile tvoreći jedinstvenu slobodnozidarsku organizaciju. Veliki orijent Španjolske, koji je zadržao neke članove u svom registru, tako je uključen u Veliku ložu Španjolske, pridružujući, na taj način, tradicionalnu liniju španjolskog slobodnog zidarstva liniji regularnog slobodnog zidarstva.

## Ustroj
Sjedište Velike lože Španjolske je u Barceloni.

### Lože
U lipnju 2024. godine Velika loža Španjolske ima 154 masonske lože raspoređenih u osam pokrajinskih velikih loža prema španjolskim autonomnim zajednicama.
Pokrajinske velike lože su:
- Pokrajinska velika loža Andaluzije (Gran Logia Provincial de Andalucía) – nadležna za Andaluziju gdje administrira 28 loža.[3][4]
- Pokrajinska velika loža Baleara (Gran Logia Provincial de Baleares) – nadležna za Baleare gdje administrira 9 loža.[5][6]
- Pokrajinska velika loža Kanara (Gran Logia Provincial de Canarias) – nadležna za Kanare gdje administrira 24 lože.[7][8]
- Pokrajinska velika loža Kastilje (Gran Logia Provincial de Castilla) – nadležna za Kastilju i León, Kastilju-La Mancha, Galiciju, Asturiju, Kantabriju, Baskiju, Navaru, La Rioju, Aragoniju i Ekstremaduru gdje administrira 16 loža.[9]
- Pokrajinska velika loža Katalonije (Gran Logia Provincial de Cataluña) – nadležna za Kataloniju gdje administrira 29 loža.[10][11]
- Pokrajinska velika loža Madrida (Gran Logia Provincial de Madrid) – nadležna za Zajednicu Madrida gdje administrira 18 loža.[12][13]
- Pokrajinska velika loža Murcije (Gran Logia Provincial de Murcia) – nadležna za Regiju Murcia gdje administrira šest loža.[14]
- Pokrajinska velika loža Valencije (Gran Logia Provincial de Valencia) – nadležna za Valencijsku Zajednicu gdje administrira 24 lože.[15][16]

Među masonskim ložama koje rade pod zaštitom Velike lože Španjolske su i:
- Loža "Sveti Ivan Katalonski" (Logia San Juan de Cataluña) br. 1, Barcelona, PVL Katalonije – osnovana kao loža br. 208 pod zaštitom Nacionalne velike lože Francuske.
- Loža "Sveti Juraj" (Logia Sant Jordi) br. 2, Girona, PVL Katalonije[19] – nosi naziv po Svetom Juraju; osnovana kao loža br. 227 pod zaštitom Nacionalne velike lože Francuske.
- Loža "Ustrajnost" (Logia Perseverança) br. 3, Barcelona, PVL Katalonije – osnovana pod zaštitom Nacionalne velike lože Francuske.
- Loža "Concordia" (Logia Concordia) br. 4, Barcelona, PVL Katalonije – osnovana kao loža br. 257 pod zaštitom Nacionalne velike lože Francuske.
- Loža "Sveopće bratstvo" (Logia Fraternidad Universal) br. 5, Madrid, PVL Madrida[20] – osnovana kao loža br. 271 pod zaštitom Nacionalne velike lože Francuske.
- Loža "Madriđanin" (Logia La Matritense) br. 7, Madrid, PVL Madrida[21] – osnovana kao loža br. 282 pod zaštitom Nacionalne velike lože Francuske.
- Loža "Njemačka" (Logia Germanies) br. 8, Valencija, PVL Valencije[22] – nosi naziv po državi Njemačka.
- Loža "Ramon Llull" (Logia Ramón Llull; eng. Ramon Llull Lodge) br. 9, Palma de Mallorca, PVL Baleara – nosi naziv po piscu i teologu Ramonu Llullu; radi na engleskom jeziku.[23]
- Loža "Fidelitas" (Logia Fidelitas) br. 10, Barcelona, PVL Katalonije – nosi naziv po latinskoj riječi za "vjernost".
- Loža "Quatuor Coronati" (Logia Quatuor Coronati) br. 18, Barcelona, PVL Katalonije – istraživačka loža nosi naziv po najstarijoj istraživačkoj Loži "Quatuor Coronati" br. 2076, osnovanoj 1886. godine pod zaštitom Ujedinjene velike lože Engleske (UGLE).[24]
- Loža "Južni križ" (Logia Sydkorset) br. 23, Fuengirola, PVL Andaluzije – radi na danskom jeziku po Švedskom obredu uz potporu Danskog reda slobodnih zidara.[25]
- Loža "Atanor" (Logia Athanor) br. 47, Madrid – istraživačka loža nosi naziv po atanoru, peći u alkemiji.[24]
- Loža "Olimpijska Europa" (Logia Europa Olympica) br. 56, Barcelona, PVL Katalonije – nosi naziv po kontinentu Europa i dio je lanca istoimenih masonskih loža koje rade pod okriljem regularnih velikih loža u Europi.[26]
- Loža "Sjevernjača" (Logia Polaris) br. 72, Fuengirola, PVL Andaluzije – nosi naziv po zvijezdi Sjevernjači; radi na norveškom jeziku po Švedskom obredu uz potporu Norveškog reda slobodnih zidara.[27]
- Loža "Aurora" (Logia Aurora) br. 101, Nerja, PVL Andaluzije – nosi naziv po drugom nazivu za polarnu svjetlost; radi na danskom jeziku po Švedskom obredu uz potporu Danskog reda slobodnih zidara.
- Loža "Sveti Jakov" (Logia Saint Jacques) br. 140, Santiago de Compostela, PVL Kastilje – istraživačka loža
- Loža "Iskupljenje" (Logia Redención) br. 167, Getafe, PVL Madrida – istraživačka loža
- Loža "Seneka" (Logia Séneca) br. 179, Málaga, PVL Andaluzije – istraživačka loža nosi naziv po rimski filozofu i književniku Seneki.
- Loža "Euklid" (Logia Euclides) br. 183, PVL Katalonije – istraživačka loža nosi naziv po starogrčkom matematičaru Euklidu.
- Loža "Dovre" (Logia Dovre) br. 184, Villajoyosa, PVL Valencije – nosi naziv po norveškoj općini Dovre u okrugu Innlandet; radi norveškom jeziku po Švedskom obredu uz potporu Norveškog reda slobodnih zidara.[27]
- Loža "Rondane" (Logia Rondane) br. 186, Gran Canaria, PVL Kanara – nosi naziv po nacionalnom parku Rondane u okrugu Innlandet, Norveška; radi norveškom jeziku po Švedskom obredu uz potporu Norveškog reda slobodnih zidara.[27][28]

Pored španjolskog i katalonskog, lože u Španjolskoj rade na engleskom, francuskom, njemačkom, nizozemskom, danskom i norveškom jeziku.
U okviru ove velike lože radile su i: 
- Loža "Spašeno brdo" (Lògia Montsalvat) br. 81, Escaldes–Engordany – izdvojila se 2000. godine i formirala Veliku ložu Andore.[29]

### Uprava
Velika loža Španjolske upravlja veliki majstor (španj. Gran Maestro) koji se bira na četverogodišnje razdoblje. Dosadašnji veliki majstori su:
1. Luis Salat Gusils (1982. – 1994.)
2. Tomás Sarobe Piñeiro (1994. – 2002.)
3. Josep Corominas i Busqueta (2002. – 2006.)
4. José Carretero Doménech (2006. – 2010.)
5. Óscar de Alfonso Ortega (2010. – 2022.)
6. Txema Oleaga Zalvidea (od 2022.)

### Međunarodna suradnja
Velika loža Španjolske sudjeluje u radu Svjetske konferencije regularnih masonskih velikih loža, kao i Međuameričke masonske konfederacije. Također, potpisala je povelje o prijateljstvu i međusobnom priznavanju s preko 200 regularnih velikih loža.

### Obredi
Velika loža Španjolske upravlja simboličkim stupnjevima plave lože (učenik, pomoćnik i majstor) i delegira upravljanje visokim stupnjevima na dodatna tijela i redove. Obredi koji se rade u plavoj loži su:
- Škotski obred (samo prva tri stupnja);
- Emulacijski obred;
- Yorčki obred (samo prva tri stupnja);
- Francuski obred (samo prva tri stupnja);
- Švedski obred (samo prva tri stupnja) – radi se na danskom i norveškom jeziku.
- Schröderov obred – radi se na njemačkom i nizozemskom jeziku

## Pridružena tijela i redovi
Upravljanje visokim masonskim stupnjevima ova velika loža provodi kroz pridružena tijela i redove od kojih svaki predstavlja jedan obred a na temelju potpisanih konkordata. U Španjolskoj je 14 ovih tijela i redova:
- Vrhovni veliki kapitel slobodnih zidara kraljevskog luka za Španjolsku (Supremo Gran Capítulo de los Masones del Arco Real para España) – nadležan za rad Svetoga kraljevskoga luka.[33]
- Vrhovno vijeće 33. i posljednjeg stupnja Drevnog i prihvaćenog škotskog obreda za Španjolsku (Supremo Consejo del Grado 33 y Último del Rito Escocés Antiguo y Aceptado para España); – nadležno za rad Drevnog i prihvaćenog škotskog obreda.[34]
- Veliki priorat Španjolske Ujedinjenih vjerskih, vojnih i masonskih redova Hrama i svetog Ivana od Jeruzalema, Palestine, Rodosa i Malte (Gran Priorato de España de las Ordenes Unidas, Religiosas, Militares y Masónicas del Temple, de San Juan de Jerusalén, Palestina, Rodas y Malta) – nadležan za rad vitezova templara i vitezova Malte.[35]
- Ispravljeni veliki priorat Španjolske (Gran Priorato Rectificado de España) – nadležan za rad Ispravljenog škotskog obreda.
- Pridružena tijela i redovi koji imaju svoje jedinice u Španjolskoj:
  -  Velika konklava Reda tajnog nadzornika ili Bratstvo Davida i Jonathana na Britanskom otočju i njihovim prekomorskim teritorijima (Gran Conclave de la Orden del Monitor Secreto o Fraternidad de David y Jonathan en las Islas Británicas y sus Territorios de Ultramar) – nadležno za rad tajnog nadzornika.
  -  Drevni i masonski Red grimizne vrpce Britanskih otoka i njihovih prekomorskih okruga i konzistorija (Antigua y Masónica Orden del Cordón Escarlata de las Islas Británicas y sus Distritos y Consistorios de Ultramar) – nadležan za rad grimizne vrpce.
  -  Pokrajinsko veliko vijeće Španjolske za Savezne masonske stupnjeve (Gran Consejo Distrito de los Grados Masónicos Aliados de España) – nadležno za rad Saveznih masonskih stupnjeva.[36]
  -  Velika loža majstora masona znaka španjolske pokrajine (Gran Logia de Maestros Masones de la Marca del Distrito de España) – nadležno za stupnjeve majstora znaka i mornara kraljevske arke.[37]
  -  Iberijska pokrajina Cijenjenog društva slobodnih zidara, grubih zidara, zidograditelja, krovopokrivača, popločavača, žbukera i opečara (Región de Iberia de Honorable Sociedad de Masones Libres, Canteros, Mamposteros, Pizarreros, Soladores, Yeseros y Albañiles) – nadležno za rad Operativnog zidarstva.
  -  Pokrajinski veliki sud masonskog reda Ethelstana za Španjolsku (Gran Corte Provincial de España de la Orden Masónica de Athelstan) – nadležno za rad reda Ethelstana.
  -  Komemorativni red svetog Tome iz Akre (Orden Conmemorativa de Santo Tomás de Acre) – nadležan za rad vitezova sv. Tome iz Akre.
  -  Veliki kolegij Svećenika vitezova templara Svetog kraljevskog luka i Reda svete mudrosti (Gran Colegio para Caballeros Sacerdotes Templarios del Sagrado Arco Real y Orden de la Sagrada Sabiduría) – nadležno za rad svećenika vitezova templara Svetog kraljevskog luka kao i Reda svete mudrosti.[38]
  -  Francuski veliki kapitul (Gran Capítulo Francés) – nadležno za rad Francuskog (modernog) obreda.

Vrhovni veliki kapitel slobodnih zidara kraljevskog luka za Španjolsku je osnovan 1992. godine. Član je Međunarodnog vrhovnog velikog kapitela slobodnih zidara kraljevskog luka (engl. General Grand Chapter Royal Arch Mason International).

### Škotski red
Vrhovno vijeće za Španjolsku je član Europske konfederacije vrhovnih vijeća (engl. European Confederation of Supreme Councils).

## Vanjske poveznice
- Službena stranica